# Тхеквондо на літніх Олімпійських іграх 2012 — понад 67 кг (жінки)
Змагання з тхеквондо на XXX літніх Олімпійських іграх серед жінок у важкій вазі (понад 67 кг) пройшли 11 серпня 2012 року у спортивному залі ExCeL London.

## Медалі
| Золото               | Срібло                    | Бронза                                                          |
| Міліця Мандич Сербія | Анн-Каролін Графф Франція | Анастасія Баришнікова Росія Марія дель Росаріо Еспіноса Мексика |

### Формат змагань

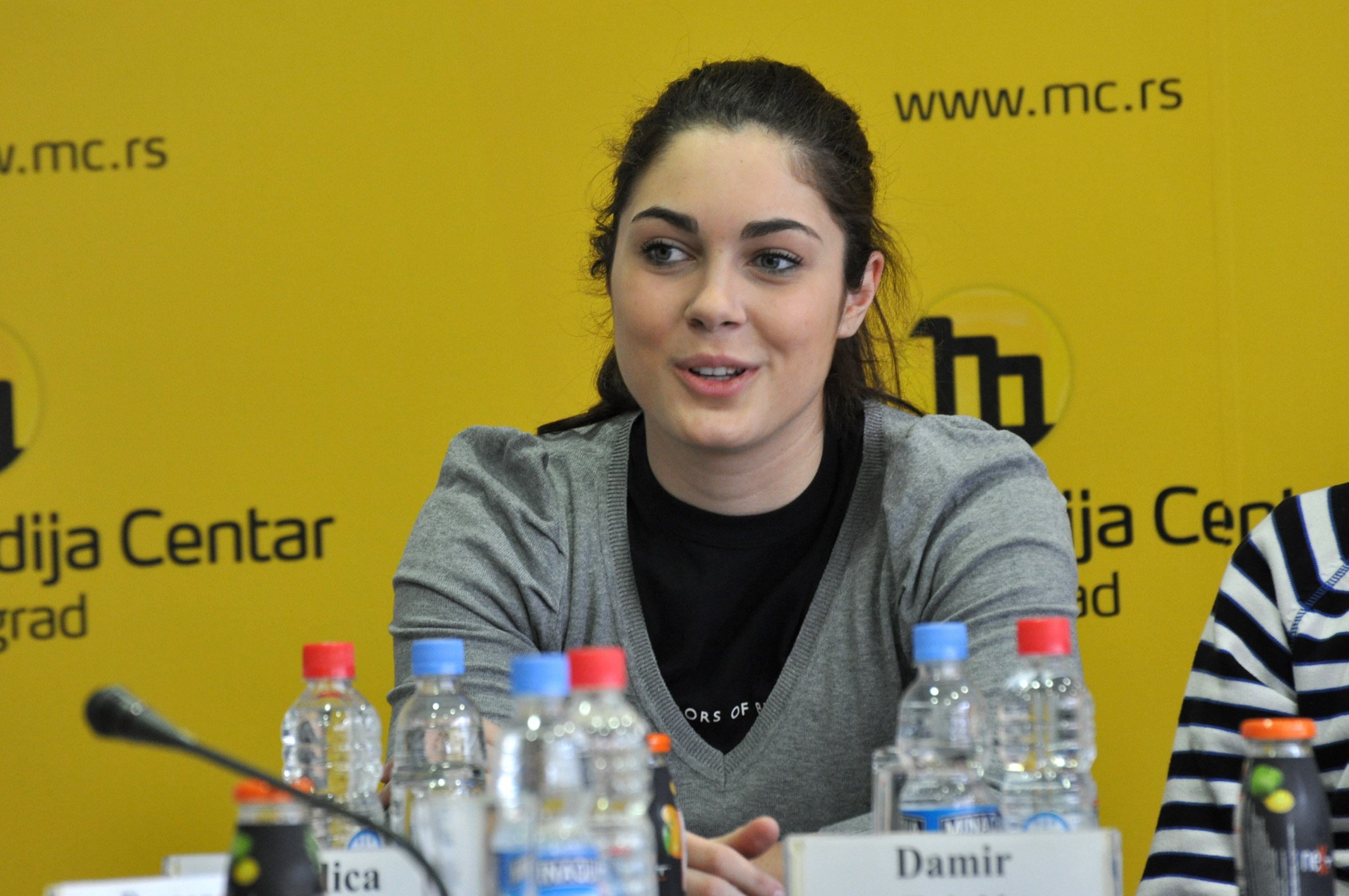
Чемпіонка у категорії понад 67 кг Міліця Мандич із Сербії (фото знято у лютому 2012 року)

Переможці боїв попереднього раунду основної сітки виходять до чвертьфіналу; переможці чвертьфіналів виходять у півфінал; переможці півфіналів виходять у фінал, де розігрують золоту та срібну медаль. Переможені фіналістами спортсмени відповідно у попередньому раунді і у чвертьфіналах змагаються між собою у двох втішних поєдинках. Переможець втішного поєдинку зустрічається у бою за бронзову медаль з переможеним півфіналістом з іншої половини сітки. Вручаються дві бронзові медалі.

### Результати
Скорочення
- SUD— Правило миттєвої смерті
- PTG— Зупинено через велику різницю в рахунку

Основні змагання
|  | Попередній раунд                    | Попередній раунд                    | Попередній раунд |  |  | Чвертьфінал                         | Чвертьфінал                         | Чвертьфінал            |    |                             | Півфінал                    | Півфінал                  | Півфінал |  |  | Фінал | Фінал | Фінал |
|  |                                     |                                     |                  |  |  |                                     |                                     |                        |    |                             |                             |                           |          |  |  |       |       |       |
|  | Анн-Каролін Графф Франція           | Анн-Каролін Графф Франція           | 17               |  |  |                                     |                                     |                        |    |                             |                             |                           |          |  |  |       |       |       |
|  | Наталія Маматова Узбекистан         | Наталія Маматова Узбекистан         | 9                |  |  | Анн-Каролін Графф Франція           | Анн-Каролін Графф Франція           | 7                      |    |                             |                             |                           |          |  |  |       |       |       |
|  | Лі Ін Чонг Південна Корея           | Лі Ін Чонг Південна Корея           | 13               |  |  | Лі Ін Чонг Південна Корея           | Лі Ін Чонг Південна Корея           | 4                      |    |                             |                             |                           |          |  |  |       |       |       |
|  | Наталія Фалавінья Бразилія          | Наталія Фалавінья Бразилія          | 9                |  |  |                                     |                                     |                        |    | Анн-Каролін Графф Франція   | Анн-Каролін Графф Франція   | 6                         |          |  |  |       |       |       |
|  | Надін Давані Йорданія               | Надін Давані Йорданія               | 13               |  |  |                                     | Гленьіс Хернандез Куба              | Гленьіс Хернандез Куба | 4  |                             |                             |                           |          |  |  |       |       |       |
|  | Марина Конєва Україна               | Марина Конєва Україна               | 18               |  |  | Марина Конєва Україна               | Марина Конєва Україна               | 2                      |    |                             |                             |                           |          |  |  |       |       |       |
|  | Гленьіс Хернандез Куба              | Гленьіс Хернандез Куба              | (SUD) 1          |  |  | Гленьіс Хернандез Куба              | Гленьіс Хернандез Куба              | (PTG) 16               |    |                             |                             |                           |          |  |  |       |       |       |
|  | Віам Діслам Марокко                 | Віам Діслам Марокко                 | 0                |  |  |                                     |                                     |                        |    |                             | Анн-Каролін Графф Франція   | Анн-Каролін Графф Франція | 7        |  |  |       |       |       |
|  | Анастасія Баришнікова Росія         | Анастасія Баришнікова Росія         | 12               |  |  |                                     | Міліця Мандич Сербія                | Міліця Мандич Сербія   | 9  |                             |                             |                           |          |  |  |       |       |       |
|  | Хаула Бен Хамза Туніс               | Хаула Бен Хамза Туніс               | 6                |  |  | Анастасія Баришнікова Росія         | Анастасія Баришнікова Росія         | 11                     |    |                             |                             |                           |          |  |  |       |       |       |
|  | Нуша Райхер Словенія                | Нуша Райхер Словенія                | (SUD) 17         |  |  | Нуша Райхер Словенія                | Нуша Райхер Словенія                | 9                      |    |                             |                             |                           |          |  |  |       |       |       |
|  | Феруза Єргешова Казахстан           | Феруза Єргешова Казахстан           | 16               |  |  |                                     |                                     |                        |    | Анастасія Баришнікова Росія | Анастасія Баришнікова Росія | 3                         |          |  |  |       |       |       |
|  | Міліця Мандич Сербія                | Міліця Мандич Сербія                | (PTG) 16         |  |  |                                     | Міліця Мандич Сербія                | Міліця Мандич Сербія   | 11 |                             |                             |                           |          |  |  |       |       |       |
|  | Талітіга Кроулі Самоа               | Талітіга Кроулі Самоа               | 2                |  |  | Міліця Мандич Сербія                | Міліця Мандич Сербія                | 6                      |    |                             |                             |                           |          |  |  |       |       |       |
|  | Сорн Давін Камбоджа                 | Сорн Давін Камбоджа                 | 2                |  |  | Марія дель Росаріо Еспіноса Мексика | Марія дель Росаріо Еспіноса Мексика | 4                      |    |                             |                             |                           |          |  |  |       |       |       |
|  | Марія дель Росаріо Еспіноса Мексика | Марія дель Росаріо Еспіноса Мексика | 3                |  |  |                                     |                                     |                        |    |                             |                             |                           |          |  |  |       |       |       |

Втішні змагання
|  | Перший раунд                        | Перший раунд                        | Перший раунд |  |  | Матч за третє місце                 | Матч за третє місце                 | Матч за третє місце |
|  |                                     |                                     |              |  |  |                                     |                                     |                     |
|  |                                     |                                     |              |  |  | Лі Ін Чонг Південна Корея           | Лі Ін Чонг Південна Корея           | 6                   |
|  | Лі Ін Чонг Південна Корея           | Лі Ін Чонг Південна Корея           | 8            |  |  | Анастасія Баришнікова Росія         | Анастасія Баришнікова Росія         | (SUD) 7             |
|  | Наталія Маматова Узбекистан         | Наталія Маматова Узбекистан         | 1            |  |  |                                     |                                     |                     |
|  |                                     |                                     |              |  |  |                                     |                                     |                     |
|  |                                     |                                     |              |  |  | Марія дель Росаріо Еспіноса Мексика | Марія дель Росаріо Еспіноса Мексика | 4                   |
|  | Талітіга Кроулі Самоа               | Талітіга Кроулі Самоа               | 0            |  |  | Гленьіс Хернандез Куба              | Гленьіс Хернандез Куба              | 2                   |
|  | Марія дель Росаріо Еспіноса Мексика | Марія дель Росаріо Еспіноса Мексика | (PTG) 13     |  |  |                                     |                                     |                     |